# Pegomya sagehenensis
Pegomya sagehenensis är en tvåvingeart som beskrevs av Huckett 1967. Pegomya sagehenensis ingår i släktet Pegomya och familjen blomsterflugor. Inga underarter finns listade i Catalogue of Life.